# Натаниел Хоторн
Натаниел Хоторн или Натаниъл Хоторн (на английски: Nathaniel Hawthorne, 1804 – 1864) е централна фигура на американския ренесанс.
Най-известните му произведения са „Алената буква“ (1850) и „Къщата със седемте кули“ (1851). Хоторн е сред първите американски писатели, които изследват дълбоките мотиви в поведението на героите си. Централна тема в творчеството му е чувството за вина, породено от конфликта между стремежа към лично щастие и ограниченията на обществените норми за поведение.

## Биография и творчество
Натаниел Хоторн е роден на 4 юли 1804 г. в Салем, Масачузетс. Негов прадядо е участвал като съдия в печално известните процеси срещу вещиците в Салем (1692). Детството на Хоторн е самотно – живее само с овдовялата си майка, на която разчита до края на живота си за морална подкрепа и утешение. Хоторн завършва колежа Боудоан в щата Мейн (1821-24), където негов състудент е бъдещият 14-и президент на САЩ – Франклин Пърс.
От 1825 до 1836 г. Хоторн пише кратки материали за списания и вестници. Сред приятелите му е Джон О'Съливан, редактор на „Демократически преглед“. Първият роман на Хоторн, „Фаншоу“ е публикуван анонимно на разноски на автора през 1828. В него се разказва за студентския живот в един колеж. Този роман не се радва на интерес от читателската аудитория и писателят изгаря останалите непродадени бройки. Покрай издаването на „Фаншоу“ обаче Хоторн завързва приятелство със Самюел Гудрич от Бостън, издател на популярното „Американско списание за полезни и забавни знания“. Хоторн става сътрудник на списанието, като пише предимно разкази и книжки за деца. През 1837 г. са публикувани неговите „Приказки, разказани повторно“ – книга, високо оценена от Едгар Алън По.
През 1842 г. Хоторн се сприятелява с трансценденталистите от Конкорд – Ралф Уолдо Емерсън и Хенри Дейвид Торо. Но Хоторн изпитва недоверие към интелектуалците и артистите. Той смята, че трансценденталистите гледат прекалено оптимистично на живота и забравят, че човешката природа има и своите тъмни страни. През 1842 Хоторн се жени за София Пибоди – активна участничка в трансценденталисткото движение. Поради растящото семейство и невъзможността да изкарва прехраната си като писател, Хоторн започва работа като чиновник към пристанището на Салем. След три години е уволнен. „Мразя този град“ казва Хоторн за Салем, „мразя да излизам по улиците му и да се срещам с хората му“.
През 1850 г. Хоторн публикува „Алената буква“ – изключително популярен и до днес роман за тайната любов на Естер с преподобния Артър и детето от грешната им връзка. Действието се развива в края на XVII век, когато пуританизмът в Америка е в разцвета си. Строгото пуританско общество осъжда на изолация съгрешилата Естер. Младата жена е принудена да носи алена буква „П“ (прелюбодейка), пришита върху роклята на гърдите ѝ. Естер обаче приема унижението си с достойнство. Тя живее скромно, възпитава дъщеря си в християнски добродетели и помага на бедните и болните. С годините значението на позорната буква се заличава от съзнанието на съгражданите ѝ, дъщерята се омъжва за европейски благородник, а възрастната Естер е уважавана и търсена за съвет от млади и стари. Днес образът на Естер се счита за първия образ на феминистка – класически пример на сексуално независима жена и смела алтернатива на Ана Каренина. Влиянието на „Алената буква“ се усеща в редица по-късни произведения от американски автори, като например „Портрет на една дама“ на Хенри Джеймс, „Пробуждането“ на Кейт Шопен, „Както лежах и умирах“ (As I Lay Dying) на Уилям Фокнър.
На следващата година след публикуването на „Алената буква“ излиза и „Къщата със седемте фронтона“ (The House of the Seven Gables). В основата на историята, разказана в нея, е легендата за проклятието, отправено към рода на самия Хоторн от една жена, осъдена на смърт като вещица по време на съдебните процеси в Салем от края на 17 век. Проклятието носи нещастия на обитателите на голямата къща. Накрая един от потомците на убитата жена се оженва за младо момиче от прокълнатия род и така слага край на наследствения грях.
Междувременно Хоторн завързва близко приятелство с Херман Мелвил, който му посвещава романа си „Моби Дик“. Хоторн вече е охладнял към приятелите си трансценденталисти. Той лично е прекарал известно време в утопична комуна и през 1852 г. публикува „Романс за Блайдейл“ – силно критична картина на живота в комуната. Образите в този роман са базирани на исторически лица. Чрез тях Хоторн убедително разкрива неизбежните дефекти на всяко утопично общество.
През 1853 г. Франклин Пърс става президент на САЩ. Хоторн, който е написал кампанийната му биография, е назначен за консул в Ливърпул, Англия. Той остава в Ливърпул четири години, след което прекарва още година и половина в Италия. Там написва „Мраморният елен“ (1860) – история на един конфликт между невинност и виновност. Това е последният му завършен роман.
Хоторн се завръща в родината и умира на 19 май 1864 г. по време на планински поход с приятеля си Франклин Пърс. След смъртта му неговата съпруга редактира и издава записките му. В съвременните издания на тези записки са възстановени всички променени от нея пасажи и са добавени всички пропуснати.

## Избрана библиография

### Романи
- Fanshawe (публикуван анонимно, 1828)
- The Scarlet Letter (1850)
Алената буква, изд.: „Народна култура“, София (1984), прев. Стоянка Ангелова
Алената буква, изд.: ИК „Хермес“, Пловдив (2017), прев. Валентина Рашева-Джейвънс
- The House of the Seven Gables (1851)
'Къщата със седемте кули', изд.: „Народна младеж“, София (1974), прев. Григор Павлов
- The Blithedale Romance (1852)
- The Marble Faun: Or, The Romance of Monte Beni (1860) (публикуван през същата година в Обединеното кралство под заглавието Transformation: Or, The Romance of Monte Beni)
- The Dolliver Romance (1863) (незавършен)
- Septimus Felton; or, the Elixir of Life (незавършен, публикуван в Atlantic Monthly, 1872)
- Doctor Grimshawe's Secret: A Romance (незавършен, издаден с предговор и бележки на сина му Джулиан Хоторн, 1882)

### Сборници с разкази
- Twice-Told Tales (1837)
- Grandfather's Chair (1840)
- Mosses from an Old Manse (1846)
- A Wonder-Book for Girls and Boys (1851)
- The Snow-Image, and Other Twice-Told Tales (1852)
- Tanglewood Tales (1853)
- The Dolliver Romance and Other Pieces (1876)
- The Great Stone Face and Other Tales of the White Mountains (1889)
Голямото каменно лице, изд.: „Отечество“, София (1983), прев. Весела Кацарова
- Twenty Days with Julian & Little Bunny (подготвен за печат през 1851, издаден през 1904)

Посмъртно
- The Popular Tales of Nathaniel Hawthorne (1971)
- Tales and Sketches (1982)
Пророчески портрети, изд.: ИК „Изток-Запад“, София (2017), прев. Весела Кацарова